# Museo de la Educación Gabriela Mistral
El Museo de la Educación Gabriela Mistral (MEGM) fue fundado el 13 de septiembre de 1941 y funciona en el ala oeste de la antigua Escuela Normal de Preceptoras, ubicada en la intersección de las calles Chacabuco y Compañía de Jesús, en el Barrio Yungay de la comuna de Santiago, Chile.
Su objetivo es dar cuenta de la historia de la educación en Chile y tiene como misión contribuir de manera relevante al conocimiento y desarrollo de las múltiples dimensiones de los procesos socio–educativos, a través del acopio, conservación, enriquecimiento, investigación y difusión del patrimonio pedagógico del país.
Dentro de las actividades más relevantes del museo se cuentan el trabajo con la primera infancia, el género y la comunidad.

## Historia

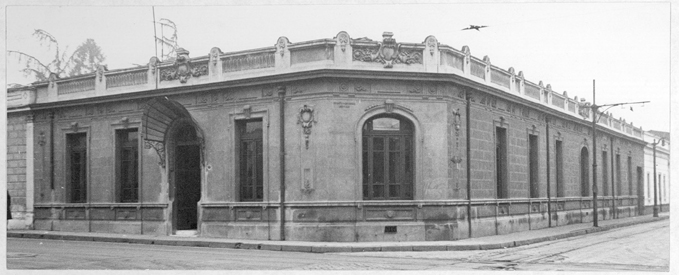
Antiguo edificio del Museo Pedagógico de Chile, en calle Cienfuegos

Edificio de la Escuela Normal de Preceptoras.

El antecedente más directo del actual Museo de la Educación Gabriela Mistral es la Exposición Retrospectiva de la Enseñanza que se organizó en el Museo de Bellas Artes el año 1941, como parte de las celebraciones en conmemoración del cuarto centenario de la fundación de la ciudad de Santiago. Esta exposición revisaba la historia de la educación primaria, secundaria y universitaria en Chile desde el periodo colonial hasta 1941 desde diversas temáticas y se compuso principalmente de afiches, material didáctico, cuadros artísticos y datos estadísticos, entre otros. Su organizador fue Carlos Stuardo Ortiz.
Sin embargo, las intenciones de establecer un museo de estas características se había hecho notar desde fines del siglo XIX, cuando José Abelardo Núñez organizó la Exposición de Material Escolar en agosto de 1885 en el Salón Central del Museo Nacional (actual Museo Nacional de Historia Natural de Chile). Esta exposición dio origen al primer Museo Pedagógico Chileno. Este último se montó en los salones del segundo piso de la Escuela de Aplicación Anexa a la Escuela Normal de Preceptoras N.º 1 y estuvo a cargo de Eduardo Rossig. En 1887 se formó una comisión para fomentar la actividad de este museo compuesta por José Abelardo Núñez, Inspector de las Escuelas Normales, Martín Schneider, Director de la Escuela Normal de Preceptores y Teresa Adametz, Directora de la Escuela Normal de Preceptoras. A pesar del trabajo de esta comisión, los escasos recursos con que se contaba para el mantenimiento del museo obligaron a cerrar sus puertas en 1890. Su colección se dispersó en 1892 entre diversos establecimientos educacionales.
En 1901 Jorge Figueroa, inspector general de Instrucción Primaria, en un intento por revivir el Museo Pedagógico Chileno, inauguró la Exposición de Trabajos Manuales de las Escuelas Públicas de Santiago en un edificio del Estado que consiguió remodelar y amoblar. Además, logró que se nombrara un conservador para el museo y reunió un porcentaje importante del material que había formado parte del primer Museo Pedagógico Chileno. El 15 de agosto de 1902 se inauguró el “Museo y Biblioteca Pedagógicos”, institución de carácter sociocultural orientada principalmente a los profesores. La colección de este museo se enriqueció con el material recolectado, más tarde, para la Exposición Internacional de Material de Enseñanza que se montó, el mismo año de la inauguración del museo, con motivo del Congreso Nacional de Enseñanza Pública.
En 1904 se nombró una Junta de Vigilancia para darle un nuevo impulso al museo, la que estuvo conformada por Claudio Matte, Pedro Bannen, Manuel Salas L., Carlos Fernández Peña y Enrique Matta Vial. Bajo la dirección de Domingo Villalobos, conservador del museo, se le cambió el nombre llamándose, a partir de entonces, Museo de Educación Nacional. El museo se componía de obras pedagógicas y didácticas y de carácter científico además de algunas piezas de mobiliario escolar. El Conservador y los miembros de la Junta de Vigilancia, pusieron especial interés en la construcción de un local adecuado para el museo. Los planos se publicaron en la Revista de Instrucción Primaria en junio de 1906, pero por falta de recursos el museo cerró sus puertas ese mismo año.
La iniciativa que dio origen al Museo Pedagógico de Chile en 1941, vino de la mano del conservador, Carlos Stuardo Ortiz y del presidente de la época Pedro Aguirre Cerda, quién firmó el decreto de fundación del mismo, en el que se indicaba lo siguiente: “Créase, dependiente del Ministerio de Educación Pública, el Museo Pedagógico de Chile, organismo cuya misión será la de conservar, enriquecer, exhibir y divulgar todos aquellos antecedentes de carácter material, didáctico, intelectual o artístico, relacionados con la evolución de la enseñanza nacional…”

## Nuevo edificio

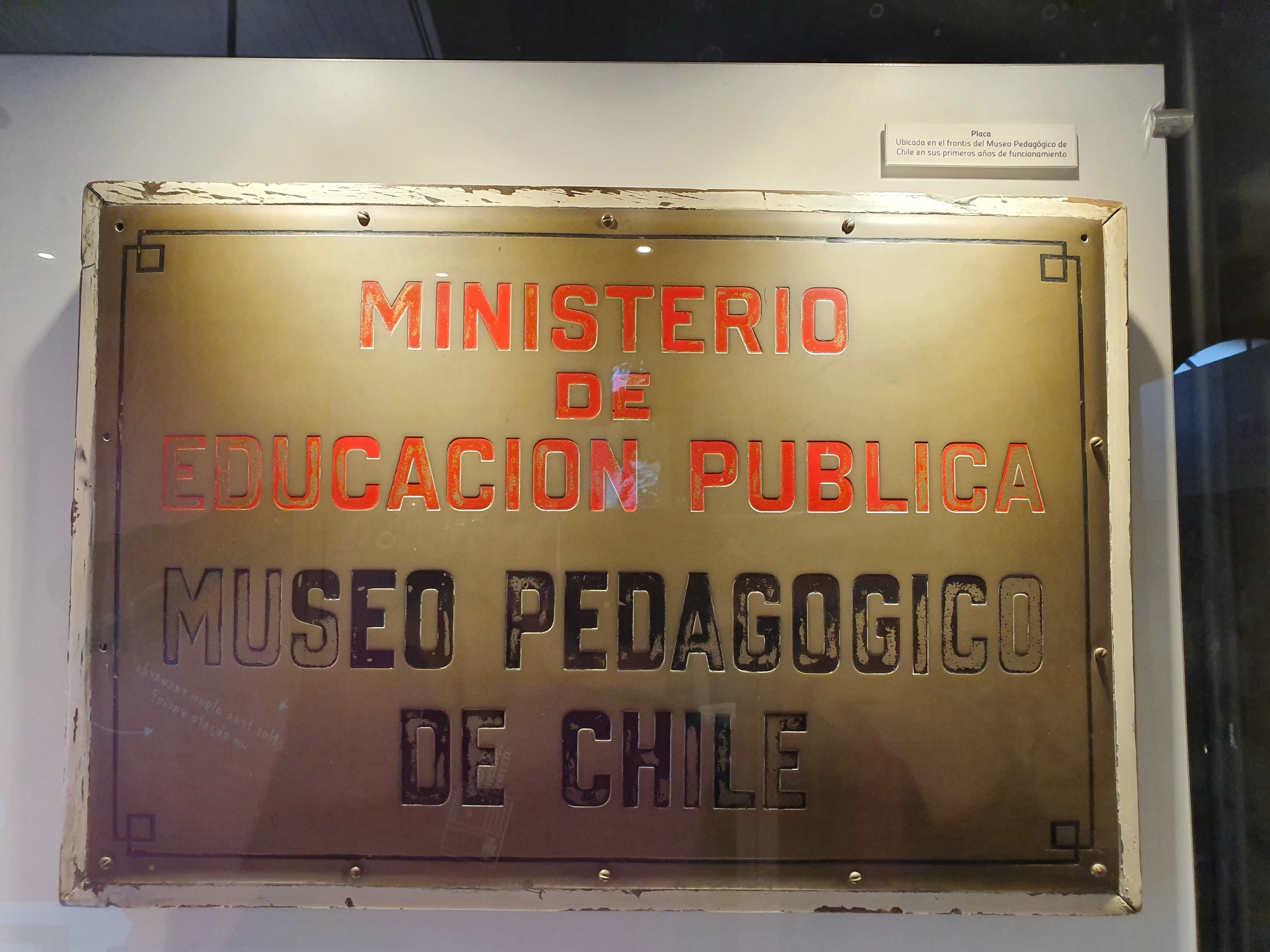
Placa del antiguo Museo Pedagógico.

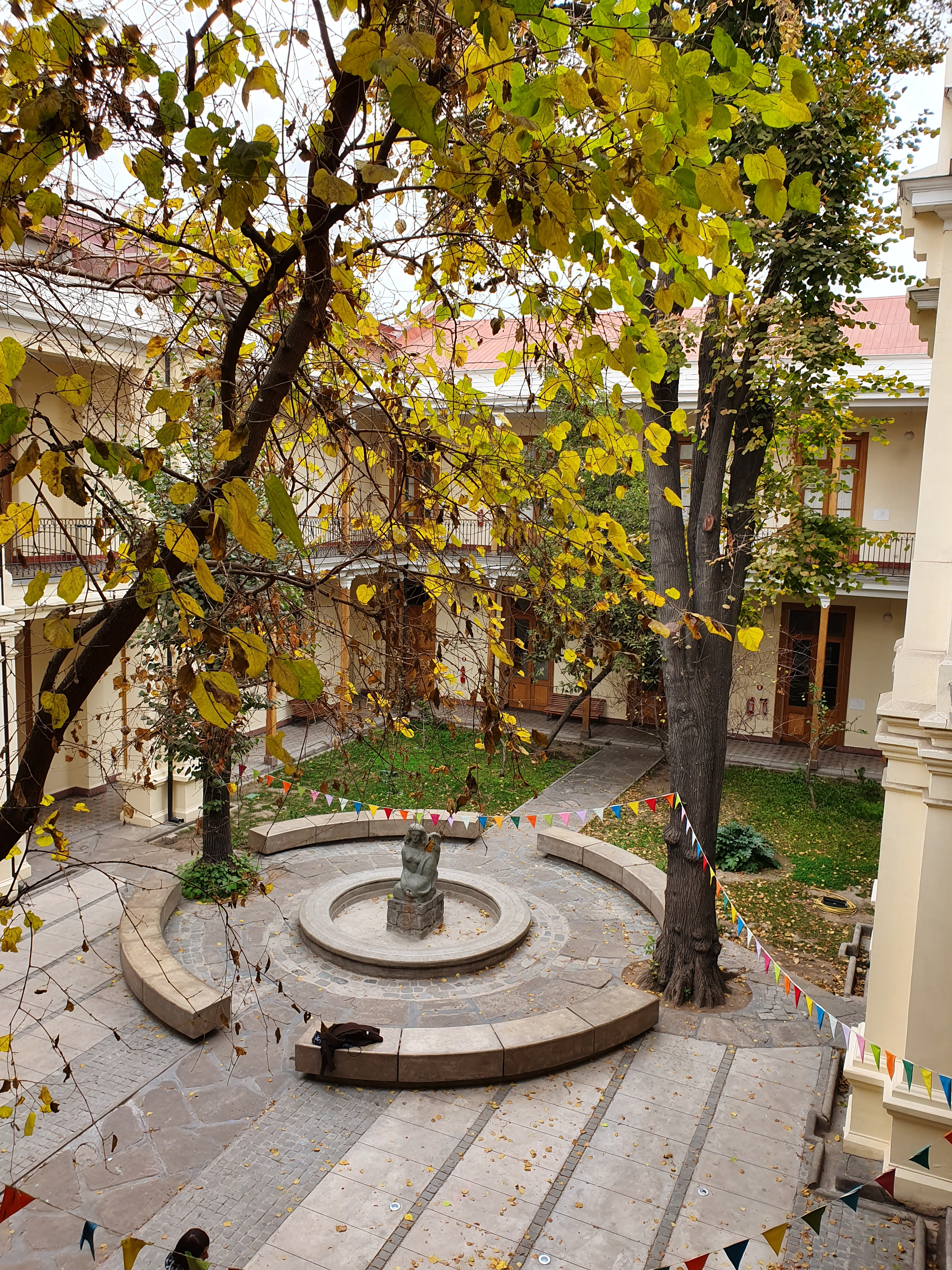
Vista del patio interior del actual edificio.

El edificio donde se encuentra emplazado actualmente el museo, desde sus orígenes se erigió con un sentido educacional; fue inaugurado en 1886 y abrió sus puertas, primero, como la Escuela Normal N.º 1 de Niñas, una de las instituciones más importantes en la preparación del profesorado femenino del país, y, casi un siglo después, en 1981, acogió al Museo Pedagógico de Chile.
La Escuela Normal de Preceptoras se fundó en 1854 y en 1886 el establecimiento inauguró un nuevo edificio en calle Compañía N° 3150, el que vino acompañado de la instauración de un nuevo modelo educativo con influencia germana. En 1944 pasó a llamarse Escuela Normal N° 1 de Niñas ‘Brígida Walker’, en honor a la primera directora chilena que la escuela tuvo. La escuela continuó su labor hasta 1973, año en que, con posterioridad al Golpe de Estado se decretó su reorganización, la que concluyó con el cierre definitivo de las Escuelas Normales en marzo de 1974.  
En 1981 el edificio que había albergado a algunas reparticiones públicas durante los años anteriores y gracias a su importancia en la historia educativa nacional fue declarado Monumento Histórico, mediante el Decreto Supremo 1661, del 9 de abril. Este mismo año, el Museo Pedagógico tuvo que desalojar una casa que arrendaba en el centro de la ciudad y se trasladó al ala poniente del antiguo edificio de la Escuela Normal. El terremoto de 1985 fue determinante para el futuro del museo, el edificio debió cerrar sus puertas y se mantuvieron así durante casi 21 años.

### Nuevo nombre
En marzo de 2006, el museo reabrió sus puertas con un edificio restaurado, un nuevo concepto museológico y un nuevo nombre, asociado a la Premio Nobel nacional Gabriela Mistral. La intención de las nuevas autoridades fue hacer del museo un espacio abierto a la comunidad, con actividades que incluyeran a grupos históricamente marginados de estos espacios y, sobre todo, poner en valor la importancia de la educación como factor de cambio.

## Colecciones

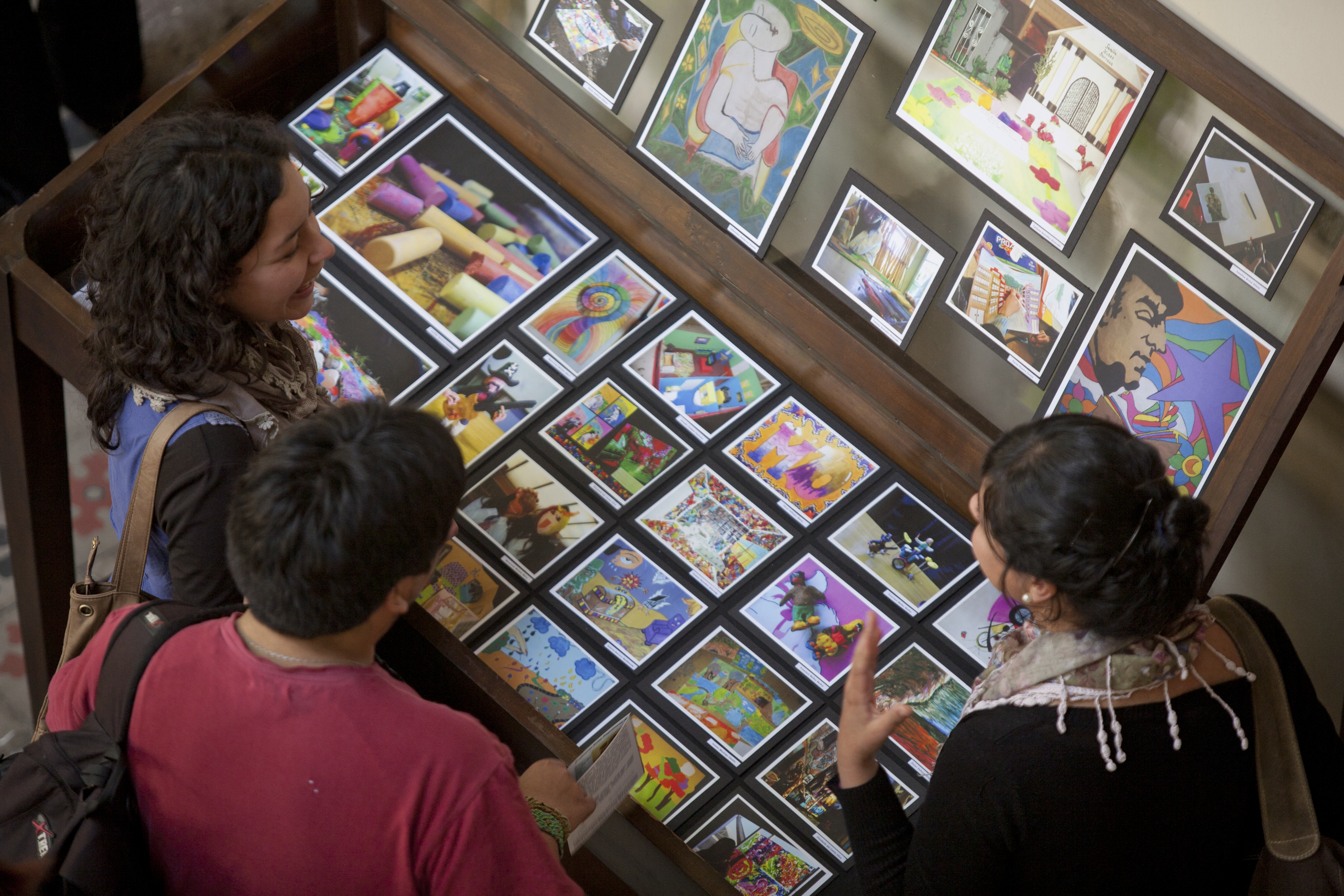
Lanzamiento Exposición Reflejos, de la UMCE, en el museo.

Material y mobiliario escolar: es la sección de mayor valor y volumen, proviene de antiguos establecimientos educacionales fiscales (escuelas primarias, liceos y escuelas normales). Dentro de los objetos se encuentras máquinas para la enseñanza de la física y las ciencias en general, láminas escolares, emblemática escolar como banderines y estandartes, una completa serie de mapas, pupitres, ábacos, material didáctico y otros dispositivos escolares utilizados como elementos de disciplina y castigo. 
Biblioteca de Ciencias de la Educación: es una colección que alberga más de 40.000 obras y textos sobre temáticas asociadas a la educación como antropología, sociología, economía, filosofía de la educación, psicología, metodología de las asignaturas, didáctica; tiene además, folletos, documentos de escuelas y educadores y publicaciones periódicas. 
Archivo fotográfico: es una colección que contiene más de 6000 imágenes digitalizadas referentes a la educación chilena que incluye temáticas asociadas a la institucionalidad de la escuela –recintos escolares, disposición del espacio, mobiliario, herramientas contenidos curriculares– y a las dinámicas que se generan fuera de ella –contexto, profesores y alumnos/as, colonias escolares, ceremonias públicas, giras de estudio, entre otras.            

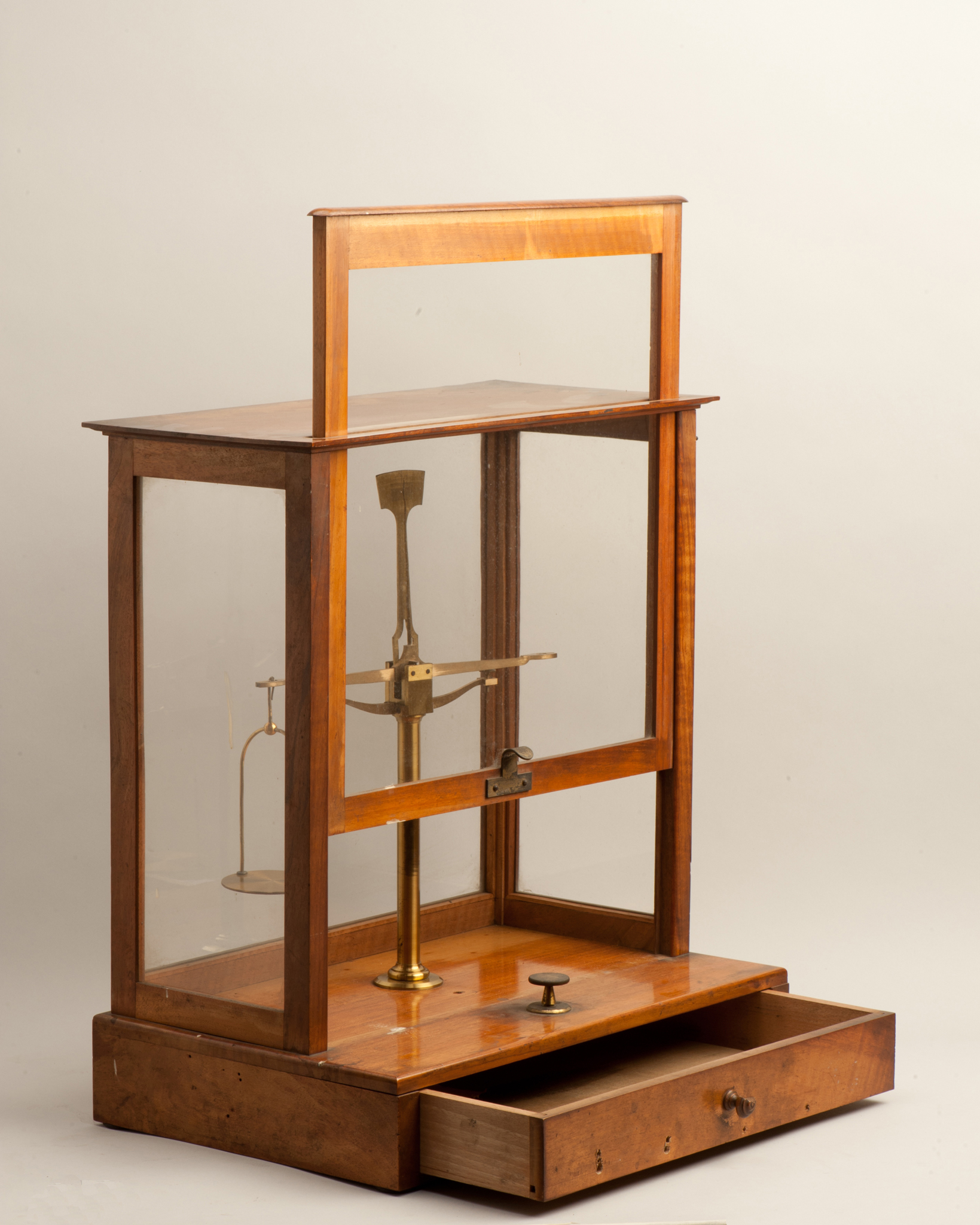
Balanza para la enseñanza de la física y química.
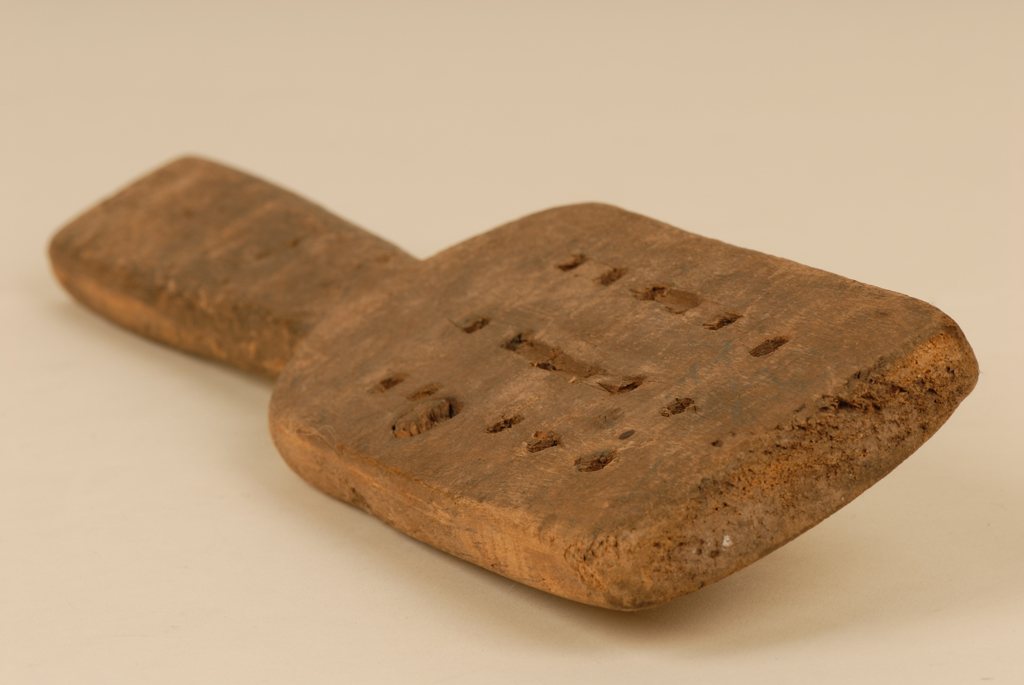
Palmeta de castigo.
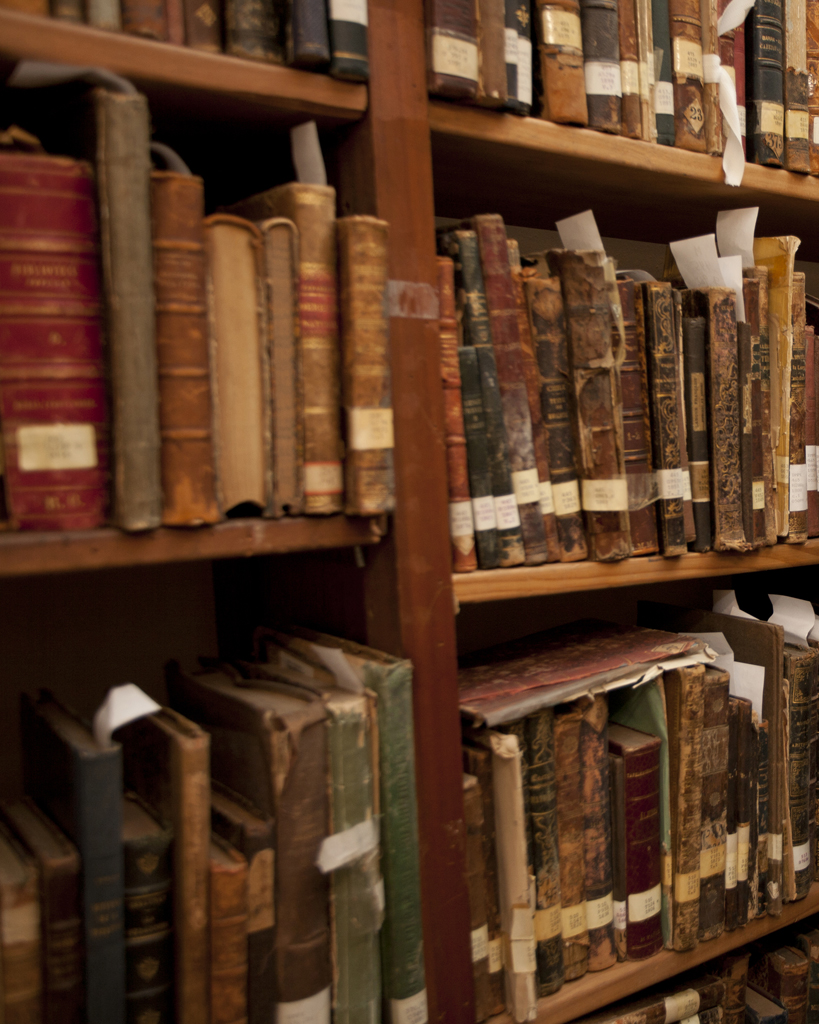
Biblioteca Patrimonial de Ciencias de la Educación.
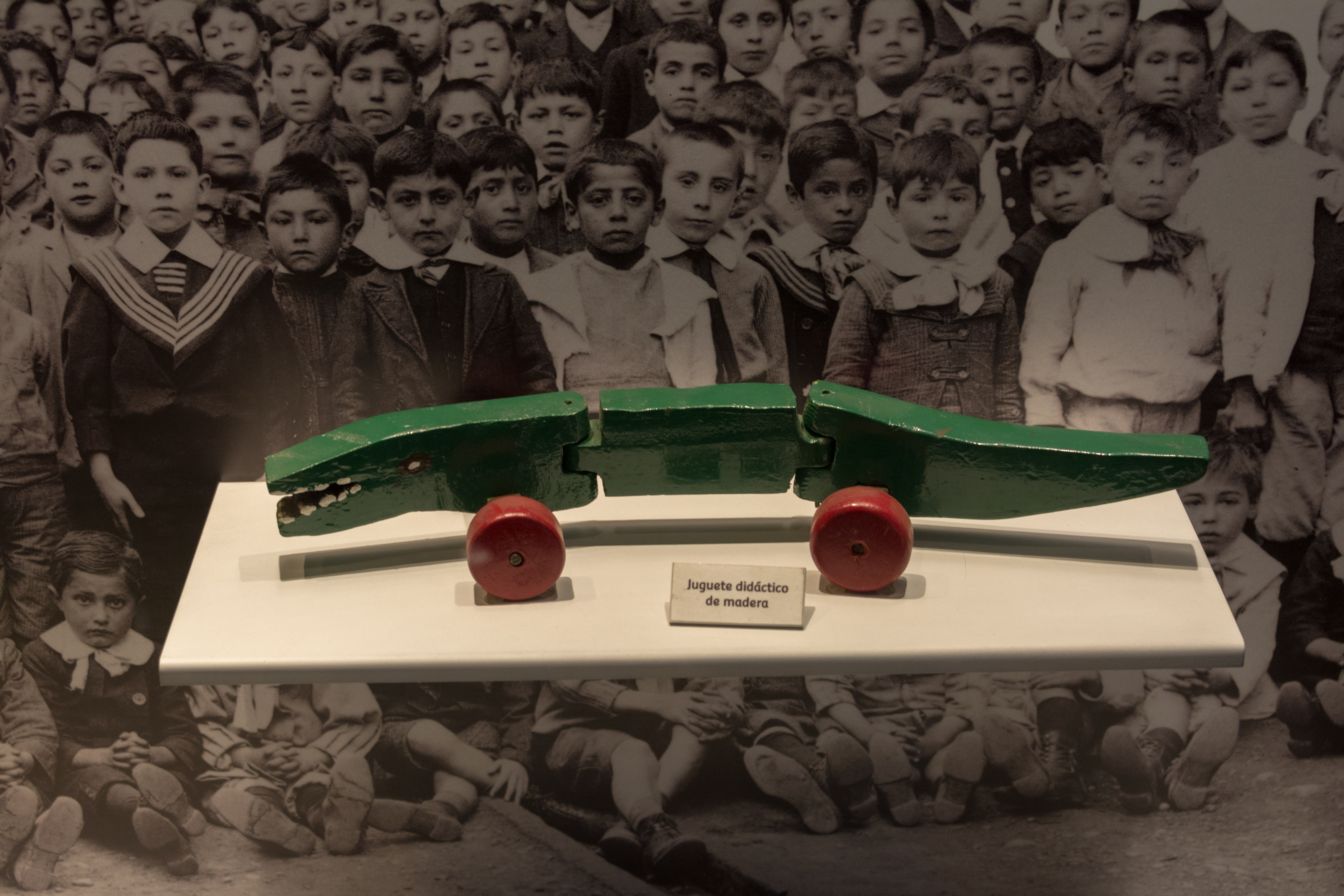
Juguete didáctico de madera.